# Тропічний рік
Тропічний рік (T) — проміжок часу між двома послідовними проходженнями центра Сонячного диска через середню точку весняного рівнодення. Тропічний рік є основною календарною одиницею часу[джерело?].
Через прецесію, яка змушує точку весняного рівнодення рухатися назустріч Сонцю на 50,26" щороку, тропічний рік виявляється коротшим від зоряного Т* на 20 хв 24 с. В результатію спостережень встановлено, що тривалість тропічного року: Т = 365,242189670139d = 365 діб 5 год 48 хв 45,1875 с.
Оскільки обертання Землі поступово сповільнюється (тобто, тривалість доби зростає), то з часом тривалість тропічного року (якщо вимірювати її в сонячних добах) поступово зменшується. У середніх сонячних добах тривалість тропічного року можна подати такою формулою:
Т = 365,24219879 — 0,00000614t, де:
t — проміжок часу від фундаментальної епохи до гринвіцької півночі заданої дати.